# James Maclurcan
James McFay (nascido em 15 de março de 1985), também conhecido por seu nome artístico James Maclurcan, é um modelo, ator, diretor e roteirista australiano.[carece de fontes?] Seus trabalhos de modelo inclui aparições na Vogue australiana. James iniciou sua carreira de ator em 2005, com uma pequena participação no curta Benny: Unseen Hero. Ganhou reconhecimento por seu papel de Mackenzie "Mack" Hartford em Power Rangers: Operation Overdrive (2007).

## Carreira
James iniciou sua carreira de ator em 2005, com uma pequena participação no curta Benny: Unseen Hero. Em 2006, roteirizou diversos episódios do programa de comédia The Ronnie Johns Half Hour. De fevereiro à novembro de 2007, deu vida a Mackenzie "Mack" Hartford, o ranger vermelho de Power Rangers: Operation Overdrive. A série é a décima quinta temporada da franquia de super-heróis Power Rangers. Ele apresentou a produção de Power Rangers Operation Overdrive: Behind the Scenes, mostrando os bastidores da maquiagem, adereços, cenários e guarda-roupa do programa. Além de estrelar os curtas da série, intitulados Ranger Bios, Ranger Arsenal e Ranger Vehicles. Em junho de 2007, apareceu como convidado na Power Morphicon.
Em 2009, James dirigiu e atuou em Tiger, um filme sobre dois modelos que se apaixonam durante a temporada de inverno no Tóquio. Em 2011, dirigiu e roteirizou Burning Hearts, curta-metragem sobre um taxista que luta contra a Yakuza para salvar a vida de uma adolescente em Tóquio.
No início de 2013, James fez um pequena aparição no filme Adoration. Foi creditado como cinegrafista no curta-metragem Blood Pulls a Gun, lançado em março de 2014. Em maio do mesmo ano, apareceu na série Old School como Daryl no episódio "Yesterday's Heroes". Deu vida a Clive no filme Ad Nauseam, lançado em novembro de 2014. O filme segue o jovem produtor de anúncios Derek Jones (Andrew Johnston) enquanto ele embarca em uma missão kamikaze para fazer um vídeo viral que pode "arrancar um milhão de visualizações" em 12 horas. O que se segue é o passeio mais impetuoso pelo mundo da publicidade já comprometido com o Quicktime, à medida que Derek aprende o verdadeiro significado de "criatividade".
Em 2019, participou do roteiro do filme Machine, que foi apresentado globalmente no Festival Internacional de Cinema de Melbourne em agosto de 2019, e foi seguido por seu lançamento no cinema australiano com a ICON Film Distribution em dezembro de 2019. Machine explora o mundo fascinante e surpreendente da inteligência artificial (IA), infiltrando-se em tudo, desde transporte a militar e saúde - entre uma lista cada vez maior de campos. Apresentando entrevistas com especialistas em IA de renome mundial, o filme coloca a IA no centro da conversa, rastreando como ela é criada e o que significará para a forma como trabalhamos, brincamos, vivemos e aprendemos. O filme foi lançando na Inglaterra em março de 2020, e seu lançamento norte-americano ocorreu em setembro do mesmo ano.

## Filmografia

### Filmes
| Título                 | Ano  | Aparece como | Aparece como | Aparece como | Aparece como | Papel                     | Creditado como  | Notas                                               | Ref.   |
| Título                 | Ano  | Ator         | Diretor      | Roteirista   | Outro        | Papel                     | Creditado como  | Notas                                               | Ref.   |
| ---------------------- | ---- | ------------ | ------------ | ------------ | ------------ | ------------------------- | --------------- | --------------------------------------------------- | ------ |
| Benny: Unseen Hero     | 2005 | Yes          | Não          | Não          | Não          | Cara da câmera            | James McFay     | Curta-metragem                                      | [ 13 ] |
| Petit homme            | 2007 | Não          | Yes          | Yes          | Não          |                           | James McFay     | Curta-metragem                                      | [ 14 ] |
| Ranger Bios            | 2007 | Yes          | Não          | Não          | Não          | Mackenzie "Mack" Hartford | James Maclurcan | Curta-metragem                                      | [ 15 ] |
| Ranger Arsenal         | 2007 | Yes          | Não          | Não          | Não          | Mackenzie "Mack" Hartford | James Maclurcan | Curta-metragem                                      | [ 16 ] |
| Ranger Vehicles        | 2007 | Yes          | Não          | Não          | Não          | Mackenzie "Mack" Hartford | James Maclurcan | Curta-metragem                                      | [ 17 ] |
| Psychotown             | 2008 | Não          | Não          | Yes          | Não          |                           | James McFay     | Curta-metragem                                      | [ 18 ] |
| Tiger                  | 2009 | Yes          | Yes          | Yes          | Não          | Jack                      | James McFay     |                                                     | [ 19 ] |
| Burning Hearts         | 2011 | Não          | Yes          | Yes          | Yes          |                           | James McFay     | Curta; Também na cinematografia e música            | [ 20 ] |
| Arc                    | 2012 | Yes          | Não          | Não          | Não          | Corey                     | James Maclurcan | Curta-metragem                                      | [ 21 ] |
| Adoration              | 2013 | Yes          | Não          | Não          | Não          | Performer de oficina      | James McFay     |                                                     | [ 22 ] |
| Heidi Fires Everyone   | 2013 | Yes          | Yes          | Yes          | Yes          | Heidi                     | James McFay     | Curta; Também na produção e composição              | [ 23 ] |
| Blood Pulls a Gun      | 2014 | Não          | Não          | Não          | Yes          |                           | James McFay     | Curta; Como cinegrafista                            | [ 24 ] |
| Ad Nauseam             | 2014 | Yes          | Não          | Não          | Não          | Clive                     | James McFay     |                                                     | [ 25 ] |
| Blood Pulls a Gun      | 2015 | Não          | Yes          | Yes          | Yes          |                           | James McFay     | Curta; Também na composição e edição                | [ 26 ] |
| The Hitman's Bodyguard | 2017 | Não          | Não          | Não          | Yes          |                           | James McFay     | Assistente de desenvolvimento de roteiro do Diretor | [ 27 ] |
| Machine                | 2019 | Não          | Não          | Yes          | Não          |                           | James McFay     |                                                     | [ 28 ] |

### Televisão
| Título                                               | Ano  | Aparece como | Aparece como | Aparece como | Aparece como | Papel                                                    | Creditado como  | Notas                                                                        | Ref.   |
| Título                                               | Ano  | Ator         | Diretor      | Roteirista   | Outro        | Papel                                                    | Creditado como  | Notas                                                                        | Ref.   |
| ---------------------------------------------------- | ---- | ------------ | ------------ | ------------ | ------------ | -------------------------------------------------------- | --------------- | ---------------------------------------------------------------------------- | ------ |
| The Ronnie Johns Half Hour                           | 2006 | Não          | Não          | Yes          | Não          |                                                          | James Maclurcan |                                                                              | [ 29 ] |
| Power Rangers Operation Overdrive: Behind the Scenes | 2007 | Não          | Não          | Não          | Yes          | Ele mesmo                                                | James Maclurcan | Curta para TV                                                                | [ 30 ] |
| Power Rangers: Operation Overdrive                   | 2007 | Yes          | Não          | Não          | Não          | Mackenzie "Mack" Hartford                                | James Maclurcan |                                                                              | [ 31 ] |
| Psychotown                                           | 2008 | Yes          | Não          | Yes          | Não          | Christoph                                                | James McFay     | Curta para TV                                                                | [ 32 ] |
| The Peeps vs. Buddytron                              | 2008 | Yes          | Yes          | Yes          | Não          | Zooky Jones                                              | James McFay     | Curta para TV                                                                | [ 33 ] |
| Old School                                           | 2014 | Yes          | Não          | Não          | Não          | Daryl                                                    | James McFay     | Episódio: "Yesterday's Heroes"                                               | [ 34 ] |
| Vindalosers: How to Win in India                     | 2017 | Não          | Não          | Não          | Yes          |                                                          | James McFay     | Curta; Cinematografia e departamento de som                                  | [ 35 ] |
| Jays of Our Lives                                    | 2017 | Não          | Não          | Não          | Yes          |                                                          | James McFay     | Cinematografia                                                               | [ 36 ] |
| TippyTappy Sports' Great Moments in Ashes History    | 2017 | Não          | Não          | Não          | Yes          |                                                          | James McFay     | Cinematografia                                                               | [ 37 ] |
| Psychotown                                           | 2019 | Yes          | Não          | Não          | Não          | Barista (voz)Líder da Máfia (voz)Chris (voz)Doutor (voz) | James McFay     | Episódio: "Coffe"Episódio: "Effigy"Episódio: "Bomb"Episódio: "Hypotheticals" | [ 38 ] |